# الطاووس الأسود
الطاووس الأسود رواية للصحفي والروائي السوداني حامد الناظر. صدرت الرواية لأوّل مرة عام 2017 عن دار مداد للنشر والتوزيع في دبي. ودخلت في القائمة الطويلة للجائزة العالمية للرواية العربية لعام 2018، المعروفة باسم «جائزة بوكر العربية».

## حول الرواية
يروي الكاتب السوداني «حامد الناظر» في هذه الرواية حكاية المستشار «تاج الدين» وهو من رؤوس التيار الإسلامي ومن القادة النافذين في السلطة، وتعكس تفاصيل مرحلة طويلة من عمر السودان الحديث تمتد من فترة السبعينيات من القرن العشرين، من سنوات حكم جعفر النميري حتى بدايات القرن الحادي والعشرين.

## روايات أُخرى للكاتب
- نبوءة السقا
- فريج المرر (رواية)